# 库姆布科特
库姆布科特（Kumbhkot），是印度拉贾斯坦邦Kota县的一个城镇。总人口5857（2001年）。

## 人口
该地2001年总人口5857人，其中男性3124人，女性2733人；0—6岁人口1176人，其中男614人，女562人；识字率44.41%，其中男性为62.20%，女性为24.08%。